# Monumentul Eroilor din Bucium
Monumentul Eroilor din Bucium este un monument construit din bronz în anul 1921 în satul Bucium (astăzi cartier al municipiului Iași) și dedicat memoriei eroilor locali căzuți în Primul Război Mondial. Acest monument se află amplasat într-un scuar aflat pe partea dreaptă a Șoselei Bucium nr. 86, pe drumul ce duce la Vaslui.
Monumentul Eroilor din Bucium este înscris în Lista monumentelor istorice din județul Iași din anul 2015 la nr. 1544, având codul  IS-III-m-B-04277 .

## Istoria monumentului
Monumentul Eroilor din Bucium a fost ridicat în anul 1921 prin subscripție publică locală de un comitet prezidat de generalul adj. D. Gherculescu. Monumentul este format dintr-un vultur de bronz amplasat pe un soclu de piatră.
Macheta vulturului a fost realizată de sculptorul Ion Mateescu (1876-1951), bronzul fiind turnat la Arsenalul Armatei și apoi cizelat, montat și patinat în Fabrica „V.V. Rășcanu” din București. Monumentul a fost inaugurat oficial în anul 1922, acest an fiind înscris pe o placă încastrată în partea dreaptă sus a soclului.
În partea din față a soclului se află un altorelief reprezentând o carte deschisă din bronz pe care sunt scrise următoarele: 1916-1918 Eroilor din Buciumi cari au luptat cu vitejie și credință pentru întregirea neamului. Deasupra cărții a fost amplasată pe soclu o cască și două sabii încrucișate (una dintre săbii este azi dispărută), iar dedesubt o candelă într-un felinar.
În partea dreaptă a soclului se află un altorelief de bronz în care un țăran (aflat lângă plug) îi arată unui soldat munții și pădurile aflate în depărtare. Peste partea din dreapta sus a altoreliefului se suprapune un steag din bronz, a cărui lance iese în afara soclului. Partea superioară a laturii drepte a soclului are o placă încastrată, pe care se află înscris anul 1922, anul dezvelirii monumentului.
În partea stângă a soclului este încastrată o placă de bronz cu inscripția următoare: Ridicat prin subscripție publică locală de un comitet în cap cu generalul adj. D. Gherculescu, sculptor fiind I. Mateescu. Bronzul a fost turnat la Arsenalul Armatei. 1921. În partea din dreapta jos a plăcii, sunt săpate următoarele cuvinte: Ciselat, montat și patinat în Fabrica „V.V. Rășcanu” București.
În dreptul monumentului se află capătul liniilor de transport municipal (autobuze, microbuze și troleibuze), stația numindu-se Monumentul Eroilor Bucium.

## Fotogalerie

Monumentul privit de pe partea cealaltă a străzii
Monumentul privit din lateral (partea dreaptă)
Altorelieful de pe partea dreaptă
Placa pe care sunt înscrişi iniţiatorii